# 震音
震音（tremolo），一般為撥弦樂器和弓弦樂器的演奏技法。
震音於撥弦樂器不同於「輪指」，是以3根以上(包含3)手指依次快速均勻地彈撥同一根弦。琵琶的輪指一般為5指輪指，另有結合其他技巧的輪指，如「帶輪」、「掃輪」等。吉他的輪指通常以無名指、中指和食指參與輪指，拇指彈奏低音旋律或和音。
弓弦樂器的震音則是弓在同一根弦快速來回運弓。